# Segundo Flores
Evaristo Segundo Flores Báez (* 6. März 1906 in Tocopilla; † 22. Februar 1971), auch unter dem Spitznamen Camión bekannt, war ein chilenischer Fußballspieler. Der als Abwehrspieler und Stürmer spielende Flores lief in drei Länderspielen für Chile auf.

## Karriere

### Verein
Segundo Flores begann in María Elena im Norden Chiles mit dem Fußballspielen. 1935, als Auswahlspieler Coquimbos, nahm er an einem Amateurturnier in der Hauptstadt Santiago teil und wurde vom CD Magallanes als zentraler Stürmer unter Vertrag genommen. Mit den Albicelestes gewann der Offensivspieler mehrere Titel, darunter die chilenischer Meisterschaft 1935. 1938 wechselte Flores zum CSD Colo-Colo, wo er erst als halbrechter Stürmer eingesetzt wurde und seine beste Saison 1938 spielte. Mit den Albos gewann er die Meistertitel 1939 und 1941, wurde zudem vermehrt als Verteidiger eingesetzt. Eine weitere Meisterschaft gewann Flores 1943 direkt nach seinem Wechsel zu Unión Española. 1947 beendete er seine Karriere beim CD Green Cross.

### Nationalmannschaft
Segundo Flores debütierte beim Campeonato Sudamericano 1941 unter Máximo Garay beim 1:0-Erfolg über Titelverteidiger Peru. Der in der Nationalmannschaft als Defensivspieler eingesetzte Flores kam noch bei den beiden Niederlagen gegen Uruguay und Argentinien zum Einsatz. Das Team von Flores landete nach zwei Siegen und zwei Niederlagen auf dem dritten Platz. Die drei Spiele bei der Südamerikameisterschaft waren seine einzigen Länderspiele.

## Erfolge
Magallanes
- Chilenischer Meister: 1935
- Campeonato Relámpago: 1935
- Campeonato de Apertura: 1937

Colo-Colo
- Campeonato de Apertura: 1938, 1940
- Chilenischer Meister: 1939, 1941

Unión Española
- Chilenischer Meister: 1943